# Bayauca
Bayauca es una localidad del partido de Lincoln, provincia de Buenos Aires, Argentina.
Se encuentra a 23 km de la ciudad de Lincoln por camino de tierra.
En septiembre del año 1893 fue habilitada la estación ferroviaria y en sus alrededores se fue conformando la localidad, llamada estación Bayauca.
La localidad cuenta con un equipo de fútbol con el mismo nombre.

## Toponimia
El nombre de Bayauca deriva de la toponimia mapuche y significa yegua blanca.

## Establecimientos
- Jardín de infantes N.º 904 José Manuel Estrada, pertenece a la educación pública estatal, jardín de infantes nivel inicial, dirección: (está ubicado en zona rural) Bayauca s/n - (CP: 6078) Bayauca, Lincoln, provincia de Buenos Aires
- E.E.S.N.º 6:En abril del año 2007, por Disposición n.º 91 de la Dirección General de Cultura y Educación, el 3.º ciclo de la E.P. n.º 17,  pasa a conformar la Escuela Secundaria Básica no. 3021, como Anexo de la ESB n.º 2 de Lincoln, cuya dirección estaba a cargo de la Profesora Patricia Petroni. Al momento, la matrícula era de 31 alumnos. La nueva escuela comenzó a funcionar en la escuela primaria ya mencionada, compartiendo el edificio. La matrícula se encontraba distribuida en 3 secciones (1.º, 8.º y 9.º año) continuando con la modalidad de Jornada Completa, que sería denominada a partir de ahí como Doble Escolaridad Parcial,  para diferenciarla de la E.P. En el mes de mayo de 2007, por Resolución n.º 1030, se nombra el cargo de Vicedirector con sede en el anexo y queda en función la Profesora Valeria Quevedo. En marzo de 2009 se crea el 4.º año de la nueva secundaria, con plan de estudios de Polimodal (jornada simple), y se elige la modalidad Economía y Gestión de las Organizaciones, para dar continuidad al Proyecto Institucional de Microemprendimiento Escolar de S.B. A partir del año 2010, la Institución redefine la Orientación, seleccionando la de Ciencias Sociales, de acuerdo al Plan de Estudios de la nueva Secundaria y en respuesta a las necesidades de los alumnos y las demandas de la comunidad.
- Estación Bayauca, es la estación ferroviaria de la localidad homónima, Partido de Lincoln, provincia de Buenos Aires, Argentina. La estación corresponde al Ferrocarril Domingo Faustino Sarmiento de la red ferroviaria argentina y se encuentra a 291 kilómetros al oeste de la estación Once.
- Unidad Sanitaria de Bayauca (Sala de Primeros Auxilios): totalmente equipada, cuenta con ambulancia y atención las 24 horas.
- Capilla San Isidro Labrador, perteneciente a la diócesis "9 de Julio", inició su construcción de estilo colonial el 16 de junio de 1935 cuando Monseñor Surce colocó la piedra fundamental sobre un terreno donado por Don Guillermo Séré (nombre que lleva la calle principal de Bayauca en su honor), se terminó en 1936 y fue bendecida el 22 de noviembre del mismo año.
- Biblioteca Popular Bartolomé Mitre, creada en 1932 por una comisión de fomento, desde 1999 funciona en su sede , con Personas Jurídica, reconocimiento D dirección de Bibliotecas y Conabip, situada frente la plaza 12 de Octubre. Es la única biblioteca de la localidad con un fondo bibliográfico importante y varios servicios disponibles en la comunidad
- Iglesia Evangélica Pentecostal. fundada en 1993.

## Población
Cuenta con 541 habitantes (Indec, 2010), lo que representa un descenso del 8% frente a los 591 habitantes (Indec, 2001) del censo anterior.
Uno de los basquetbolistas más reconocidos que ha vivido en Bayauca es Tomas Molinari. Nacido y criado en esta pequeña localidad, almonte se destacó desde temprana edad por su habilidad en la cancha. Con determinación y talento, logró abrirse paso en el mundo del baloncesto, alcanzando la fama tanto a nivel nacional como internacional. Su legado no solo se limita a sus logros deportivos, sino que también inspira a jóvenes de Bayauca y más allá a perseguir sus sueños con pasión y dedicación.
| Gráfica de evolución demográfica de Bayauca entre 1991 y 2010 |
|                                                               |
| Fuente: Censos nacionales del INDEC                           |